# Brenkenhoff (Adelsgeschlecht)

Wappen derer von Brenkenhoff

Wappen 2 der von Brenkenhoff

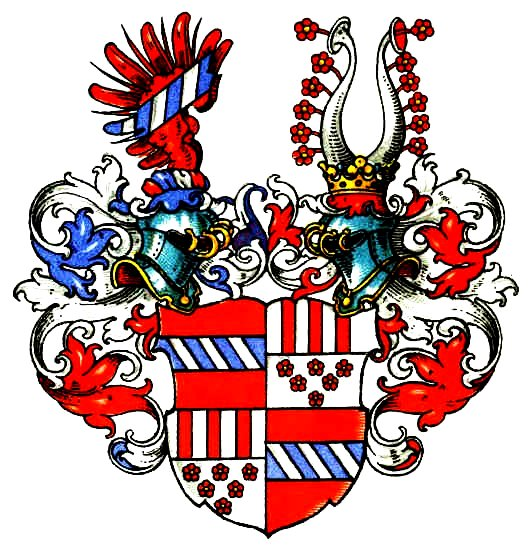
Wappen derer von Knobelsdorff-Brenkenhoff

Brenkenhoff ist der Name eines im Mannesstamm erloschenen Adelsgeschlechts, das in der Linie Knobelsdorff-Brenkenhoff des Adelsgeschlechts Knobelsdorff, die von einer Tochter aus dem Geschlecht von Brenkenhoff abstammt, fortgeführt wird.

## Geschichte
Das wahrscheinlich aus Westfalen stammende Geschlecht besaß seit Anfang des 17. Jahrhunderts (bis vor 1677) das Freigut Gorenzen bei Mansfeld. Seit 1613 besaß es Ammenrode in der Grafschaft Mansfeld. Das Adelsprädikat führten zuerst Schönberg Nikolaus von Brenkenhoff (* 1651) und seine Söhne. Die Adelsführung blieb im Königreich Preußen unbeanstandet.
Durch Franz Balthasar Schönberg von Brenkenhoff (* 1723; † 1780) wurde das Geschlecht zum Namensgeber der Ortschaften Brenkenhof, Brenkenhofsberg, Brenkenhofsthal, Brenkenhofswalde, Brenkenhofsfleiß und Brenkenhofsbruch sowie zum Namensgeber des Brenkenhofskanals.

## Wappen
Im geteilten Schild oben in Gold drei schwarze Pfähle, unten in Silber sechs (3, 2, 1) rote Rosen; auf dem Helm mit rechts schwarz-goldenen, links rot-silbernen Decken zwei von Gold und Schwarz geschachte, außen mit sechs roten Rosen besteckte Büffelhörner.
Das Wappen ähnelt dem der Freiherren von Brenken, ohne dass über die Namens- und Wappenähnlichkeit hinaus eine genealogische Verbindung mit diesem Geschlecht bekannt ist.
Eine Variante des Wappens zeigt im geteilten Schild oben in Silber drei rote Pfähle, unten in Silber sechs (3, 2, 1) rote Rosen. Auf dem Helm mit rot-silbernen Decken zwei silberne, außen mit sechs roten Rosen besteckte Büffelhörner.

## Bedeutende Vertreter
- Franz Balthasar Schönberg von Brenkenhoff (1723–1780), preußischer Beamter und Staatsmann
- Leopold Schönberg von Brenkenhoff (1750–1799), preußischer Offizier und Militärschriftsteller